# Siarhiej Lachowicz
Siarhiej Lachowicz, biał. Сяргей Ляховіч (ur. 29 maja 1976 w Witebsku) – białoruski bokser wagi ciężkiej, były mistrz świata organizacji WBO w kategorii ciężkiej.

## Kariera amatorska
Jako amator przegrał tylko 15 ze 160 stoczonych walk. W 1996 roku wystąpił na igrzyskach olimpijskich w Atlancie, ale przegrał już w swojej pierwszej walce z późniejszym srebrnym medalistą, Paea Wolfgrammem. W 1997 roku zdobył brązowy medal w kategorii superciężkiej na mistrzostwach świata w Budapeszcie. W walce o finał przegrał z późniejszym złotym medalistą, Giorgi Kandelakim.

## Kariera zawodowa
Zawodową karierę rozpoczął pod koniec 1998 roku. Pierwszą porażkę zanotował w czerwcu 2002 roku, w swojej szesnastej walce. Został znokautowany w dziewiątej rundzie przez Amerykanina Maurice Harrisa. W grudniu 2004 roku pokonał na punkty Dominicka Guinna. Po tej walce Lachowicz miał prawie półtoraroczną przerwę w boksowaniu.
W kwietniu 2006 roku dostał szansę walki o mistrzostwo świata organizacji WBO z Lamonem Brewsterem. Białorusin wygrał, mimo iż w siódmej rundzie upadł na jedno kolano i był liczony. Już w następnej walce Lachowicz stracił swój mistrzowski pas, przegrywając w niecodziennych okolicznościach z Shannonem Briggsem. Po jedenastu rundach Białorusin wygrywał na punkty u wszystkich trzech sędziów. Jednak w dwunastej rundzie Amerykanin najpierw położył go na deski, a po wznowieniu walki znokautował w taki sposób, że Lachowicz wypadł z ringu i znalazł się na stole sędziowskim. Sędzia przerwał walkę na sekundę przed końcem ostatniej, dwunastej rundy. Gdyby Białorusin dotrwał do końca pojedynku, obroniłby pas mistrzowski.
16 lutego 2008 roku stoczył pojedynek eliminacyjny z Rosjaninem Nikołajem Wałujewem, którego stawką była możliwość walki z mistrzem świata federacji WBA, Ruslanem Chagayevem. Lachowicz przegrał walkę zdecydowanie na punkty. Bialorusin wygrał dwie kolejne walki, a następnie 27 sierpnia 2011 roku przegrał przez techniczny nokaut w dziewiątej rundzie z Robertem Heleniusem. W drugiej rundzie Białorusin po jednym z ciosów doznał złamania nosa.
W marcu 2012 roku podjął próbę powrotu na ring, przegrał jednak przez techniczny nokaut w dziewiątej rundzie z Bryantem Jenningsem. W następnej walce w sierpniu 2013 roku został znokautowany już w pierwszej rundzie przez Deontaya Wildera. W lutym 2014 roku Białorusin wygrał na punkty z Chadem Davisem, jednak dziesięć miesięcy później przegrał, również na punkty, z Andym Ruizem Jr.